# Leipäjuusto

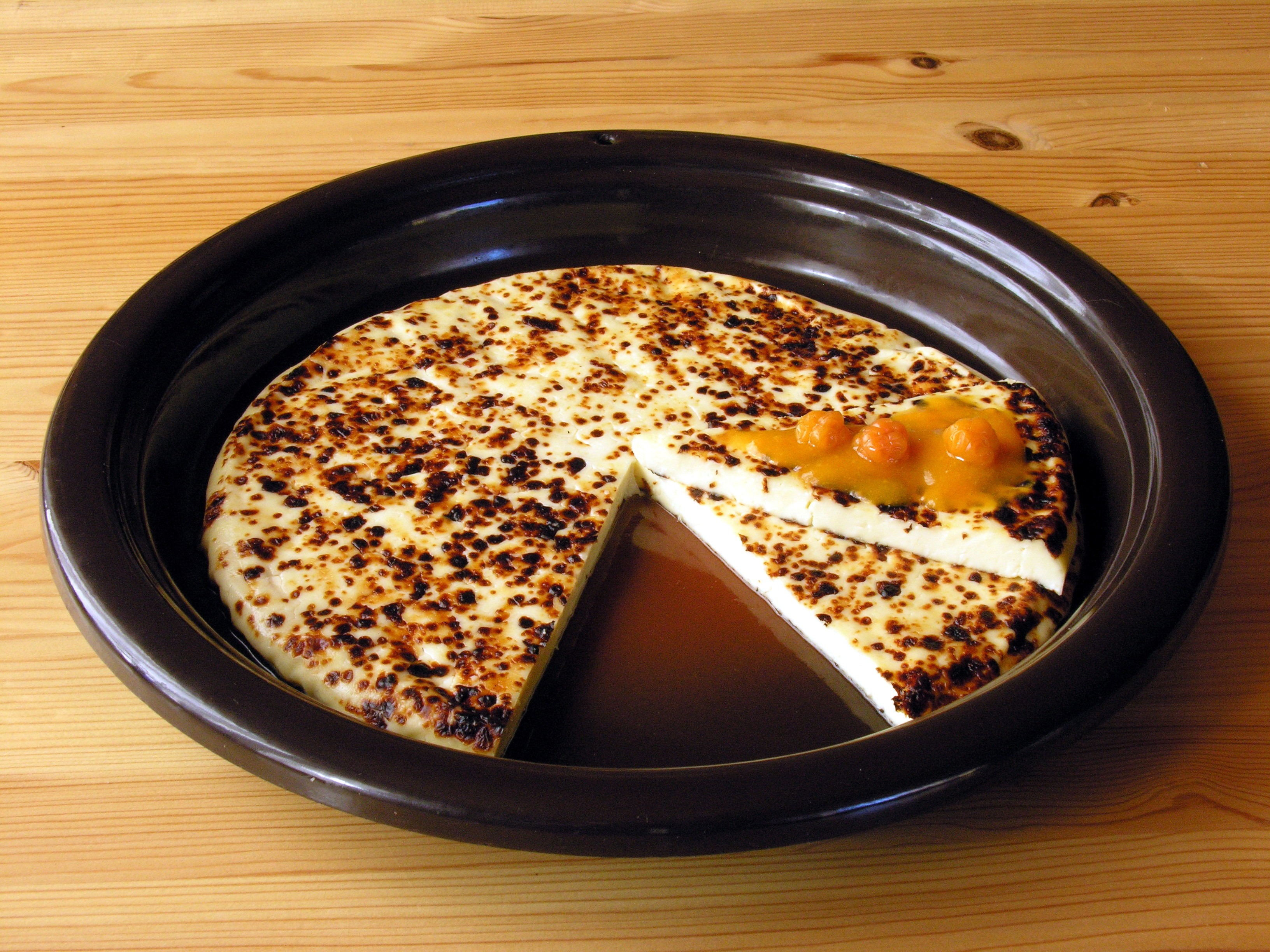
Leipäjuusto mit Moltebeerkonfitüre

Leipäjuusto („Brotkäse“) ist ein Käse, der traditionell aus dem Kolostrum der Kuh hergestellt wird, also der Milch, die diese direkt nach dem Kalben gibt. Er kommt aus Nordfinnland und Kainuu. Leipäjuusto wird gebacken, gegrillt oder flambiert, um ihm seine eigentümliche braune oder angekohlte Zeichnung zu geben. In Österbotten und Kainuu wird Leipäjuusto juustoleipä genannt. Im Handel erhältlicher Leipäjuusto wird üblicherweise aus herkömmlicher Milch hergestellt, wodurch dieser blasser ist und einen weniger intensiven Geschmack aufweist.
Frischer Leipäjuusto wird für einige Tage an einem luftigen Platz getrocknet. Frischer oder getrockneter Leipäjuusto wird manchmal in eine Tasse gegeben und mit Kaffee übergossen und wird deshalb gelegentlich auch als „Kaffeekäse“ bezeichnet. Hauptsächlich wird Leipäjuusto aber mit Moltebeeren oder Preiselbeeren entweder kalt oder gebacken aus dem Ofen gegessen. Oft findet man ihn auch als Beilage in Salaten und es gibt ebenfalls Kuchenrezepte mit Leipäjuusto.
Die bekannteste Fabrik für Leipäjuusto ist auch gleichzeitig eine Fernstraßenraststätte (VT 3) nahe Jalasjärvi, in der man alle Arten von Leipäjuusto essen und kaufen kann.